# Apolonio (nombre)
Apolonio es un nombre propio masculino de origen griego en su variante en español. Su significado es "relativo a Apolo".

## Santoral
18 de abril: San Apolonio, mártir del siglo II.
9 de febrero: Santa Apolonia de Alejandría

## Variantes
- Femenino: Apolonia.

### Variantes en otros idiomas
| Variantes en otras lenguas | Variantes en otras lenguas |
| -------------------------- | -------------------------- |
| Español                    | Apolonio                   |
| Alemán                     | Apollonius                 |
| Búlgaro                    | Аполоний (Apolonij)        |
| Catalán                    | Apol·loni                  |
| Checo                      | Apollónius                 |
| Danés                      | Apollonius                 |
| Esloveno                   | Apolonij                   |
| Esperanto                  | Apolonio                   |
| Euskera                    | Apoloni                    |
| Finlandés                  | Apollonius                 |
| Francés                    | Apollonius                 |
| Gallego                    | Apolonio                   |
| Georgiano                  | აპოლონიუს (Apolonius)      |
| Griego                     | Απολλώνιος (Apollónios)    |
| Holandés                   | Apollonius                 |
| Húngaro                    | Apollóniusz                |
| Inglés                     | Apollonius                 |
| Islandés                   | Apolloníus                 |
| Italiano                   | Apollonio                  |
| Latín                      | Apollonius                 |
| Letón                      | Apollonijs                 |
| Lituano                    | Apolonijus                 |
| Noruego                    | Apollonius                 |
| Piamontés                  | Apolòni                    |
| Polaco                     | Apoloniusz                 |
| Portugués                  | Apolônio                   |
| Rumano                     | Apoloniu                   |
| Ruso                       | Аполлоний (Apollonij)      |
| Sardo                      | Apolòniu                   |
| Serbio                     | Аполоније (Apolonije)      |
| Sueco                      | Apollonius                 |
| Ucraniano                  | Аполлоній (Apollonij)      |